# Розподільне кооперативне вирішення проблем
Розподільне кооперативне вирішення проблем являє собою мережу з напівавтономних обробних вузлів, що працюють разом для  розв'язання проблеми, як правило, в мультиагентовій системі.Це стосується дослідження розподілення проблем, класифікації суб-проблем, синтезу результатів, оптимізації узгодження та координації вирішувача проблем. Це тісно пов'язано з програмуванням та оптимізацією розподіленних обмежень.

## Аспекти РКВП
- Глобальний контроль та зберігання даних відсутні - жоден окремий вирішувач проблем (агент) CDPS не має достатньо інформації для розв'язання проблеми цілком.
- Контроль й дані розподілені
- Зв'язок відбувається повільніше, ніж обчислення, звідси:
  - Слабка комунікація між вирішувачами проблем
  - Ефективні протоколи 
  - Проблеми мають бути модульними
- Будь-який унікальний вузол є потенційно слабким, тобто, має слабку пропускну здатність
  - Важко гарантувати організовану поведінку вузлів, оскільки жоден вузол не має повну картину